# Walentyn Bilewicz
Walentyn Bilewicz (Валентин Білевич ) pol. Walenty Bielewicz (ur. 1823 zm. ?), chłop, poseł do Sejmu Krajowego Galicji i do austriackiej Rady Państwa
Urodził się w rodzinie greckokatolickiej, syn Kaspra. Chłop, właściciel gospodarstwa oraz młyna w Sokolej, powiat Mościska.
Poseł do Sejmu Krajowego Galicji I kadencji (1861–1867), wybrany w IV kurii obwodu Przemyśl, z okręgu wyborczego nr 18 Mościska-Sądowa Wisznia, wskutek unieważnienia przez Sejm wyboru Ołeksy Bałabucha. Był także posłem do austriackiej  Rady Państwa I kadencji (3 maja 1861 - 20 września 1865), wybranym przez Sejm w kurii XIII – jako delegat z grona posłów wiejskich okręgów: Przemyśl, Jarosław, Jaworów, Mościska.